# Lüshi Chunqiu
El Lüshi Chunqiu, (también conocido en español como Crónica de la Primavera y el Otoño del Señor Lü), es un texto chino clásico de carácter enciclopédico, compilado alrededor del año 239 a. C. bajo el patrocinio de Lü Buwei, Canciller de la Dinastía Qin.

El Lü shih ch'un ch'iu es único entre las obras primitivas chinas, ya que está bien organizado y es exhaustivo, y contiene extensos pasajes sobre temas como la música y la agricultura, que se desconocen en otros lugares. También es uno de los textos más antiguos, que se extiende a algo más de 100.000 palabras. (1993:324)

## Antecedentes
La biografía de Lü Buwei que figura en las Memorias históricas (Shi ji) (capítulo 85, p. 2510), contiene la información más temprana sobre el Lüshi Chunqiu. Lü era un comerciante exitoso de Handan, que se hizo amigo del rey Zhuangxiang. El hijo del rey, Zheng (政, que las Memorias sugieren que era en realidad hijo de Lü), finalmente se convertiría en el primer emperador Qin Shi Huang en el año 221 a. C.. Cuando Zhuangxiang murió en el 247 a. C., Lü Buwei se hizo regente del príncipe heredero Zheng, de 13 años. Para situar al estado de Qin como el centro intelectual de China, Lü "reclutó académicos, tratándolos generosamente para que sus servidores ascendieran a tres mil" (Tr. Knoblock y Riegel 2000: 13). En 239 a. C., Lü Buwei, en palabras de las Memorias

...ordenó a sus criados que anotaran todo lo que habían aprendido y reunieran sus tesis en un trabajo que constaba de ocho "Exámenes", seis "Discursos" y doce "Almanaques", por un total de más de 200.000 palabras. (Knoblock and Riegel 2000:14)

De nuevo según las Memorias, Lü exhibió el texto enciclopédico completado en la puerta de la ciudad de Xianyang, capital de Qin, con un aviso que ofrecía mil medidas de oro a cualquier erudito itinerante que pudiera sumar o restar incluso una sola palabra.
El Hanshu Yiwenzhi enumera el Lüshi Chunqiu como perteneciente al Zajia (雜家/杂家 "Escuela Mezclada"), dentro del dominio de los Filósofos (諸子略) o Cien escuelas del pensamiento. Aunque este texto se caracteriza con frecuencia como "sincrético", "ecléctico" o "misceláneo", fue un resumen cohesivo del pensamiento filosófico contemporáneo, que incluye Legislación, Confucianismo, Moísmo y Taoísmo.

## Contenido
El título usa la expresión chunqiu (春秋 literalmente, "primavera y otoño") que en este contexto significa "anales; crónica", en una referencia clásica al texto del confucianismo chunqiu Anales de primavera y otoño, que narra la historia de Estado Lu desde 772– al 481 a. C..
El texto del "Lüshi Chunqiu" comprende 26 "juan" ("rollos, libros") en 160 "pian" ("secciones"), y se divide en tres partes principales:
- El Ji (紀, "Los Almanaques"): los libros 1-12 corresponden a los meses del año y enumeran las actividades estacionales apropiadas para garantizar que el estado funcione sin problemas. Esta parte, que fue copiada como el Libro de los Ritos capítulo Yueling, toma muchos pasajes de otros textos, a menudo sin atribución.

- El Lan (覧, "Los Exámenes"): los Libros 13 y 20 tienen cada uno 8 secciones correspondientes a los 64 Hexagramas en el I Ching. Esta es la parte más larga y más ecléctica, que ofrece citas de muchos textos antiguos, algunos que ya no existen.

- El Lun (論, "Los Discursos"): los Libros 21–26 se refieren principalmente a la gobernación, a excepción de las últimas cuatro secciones sobre agricultura. Esta parte se parece a la Lan en su composición.

### Integridad del texto
Las características de composición, la medida de integridad (es decir, la veracidad del relato del Shi ji) y/o la posible corrupción de los Anales originales han sido temas de atención académica. Se ha mencionado que los Almanaques tienen una medida mucho más alta de integridad y organización temática que las otras dos partes del texto.
El capítulo "Yu da" 諭 大 de los Exámenes, por ejemplo, contiene texto casi idéntico al capítulo "Wu da" 務 大 de los Discursos, aunque en el primer caso se lo atribuye a "Jizi" 季 子, y en el segundo a Confucio.

## Recepción
Liang Qichao (1873-1929) escribió: "Este libro, en el transcurso de dos mil años, no ha tenido eliminaciones ni corrupciones. Además, tiene el excelente comentario de Gao You. Verdaderamente es el trabajo más perfecto y fácil de leer entre los libros antiguos".
La posición de Liang, levemente criticada después, fue dictada por la falta de estatus canónico atribuido al libro.

## Posiciones principales
Admitiendo las dificultades de resumir el Lüshi Chunqiu, John Knoblock y Jeffrey Riegel listan 18 puntos principales.
1. Afirmación de autocultivo e imparcialidad
2. Rechazo del gobernante hereditario sobre el imperio
3. La estupidez como causa de la regla hereditaria
4. Necesidad para que el gobierno honre las preocupaciones de las personas
5. La importancia central del aprendizaje y los maestros
6. Apoyo y admiración por el aprendizaje como base de la regla
7. No afirmación por parte de la regla; la tarea principal para un gobernante es seleccionar a sus ministros
8. Necesidad de que una regla confíe en la experiencia de sus asesores
9. Necesidad de una regla para practicar la quietud
10. El ataque según las prácticas de Qin
11. La guerra justa
12. Respeto por las artes civiles
13. Énfasis en la agricultura
14. Facilitar el comercio y el intercambio
15. Estimular la economía y la conservación
16. Iluminación de impuestos y derechos
17. Énfasis en piedad filial y la lealtad. (2000: 46-54)

El Lüshi chunqiu es un valioso compendio del pensamiento y la civilización primitiva de China.